# Цитґлоґґе
Цитґлоґґе або Бернська годинникова вежа (алем. Zytglogge, стандартна нім. Zeitglocke, буквально «часовий дзвін») — середньовічна годинникова вежа в історичному центрі міста Берн, Швейцарія. Вона була побудована в 13-му сторіччі і слугувала як оборонна споруда, в'язниця, годинникова вежа тацентр міського життя. Попри численні редизайни та реконструкції, через які вежа пройшла за 800 років свого існування, Цитґлоґґе є однією з найбільш впізнаваних та найстарішою пам'яткою Берна, популярною серед туристів. Ця вежа є пам'яткою національного значення, а також частиною історичного центру Берна, який входить до світової спадщини ЮНЕСКО.

## Історія
Коли Цитґлоґґе була побудована на початку 13-го сторіччя, вона слугувала брамною вежею західної частини бернських фортифікацій, які були споруджені післа першого розширення міста на захід, внаслідок отримання містом фактичної незалежності від Священної Римської імперії. На той момент Цитґлоґґе була приземистою будівлею висотою всього 16 метрів. Внаслідок швидкого зростання міста і, відповідно, перенесення фортифікацій далі від їхнього попереднього розташування (аж до Кефігтурма), вежа приблизно в 1270—1275 роках опинилась на другій лінії. Тоді її зробили вищою на 7 метрів щоб покращити огляд на навколишні будинки.
Лише коли західні оборонні споруди міста знову зсунулись на захід в 1344—1346 роках до нині неіснуючої вежі Крістоффельтурм, вежу Цитґлоґґе перетворили на жіночу в'язницю, в якій утримували «повій священників» («pfaffendirnen») — жінок, звинувачених у сексуальних контактах з представниками духовенства. Тоді ж у вежі вперше з'явився похилий дах.
Під час великої пожежі 1405 року вежа повністю згоріла. Вона отримала серйозні структурні пошкодження, які вимагали ретельного ремонту. Ці пошкодження були остаточно полагоджені під час найостаннішої реставрації в 1983 році. В'язничні камери були покинуті, і на початку 15-го сторіччя у вежі був вперше встановлений годинник прямо над брамою, який, скоріш за все, складався з простого астрономічного годинника та музичного механізму. Цей годинник, разом із великим дзвіном відлитим в 1405 році, дав вежі її сучасну назву, яка бернським діалектом німецької мови означає «часовий дзвін».
В кінці 15-го сторіччя Цитґлоґґе та інші брамні вежі в Берні були розширені та прикрашені за бургундським стилем. Цитґлоґґе отримала нові прикраси, включно із металевою статуєю дзвонаря, яка є там і нині, чотирма декоративними маленькими вежами на кутах, геральдичними прикрасами, а також була добудована вежа зі сходами. Астрономічний годинник тоді отримав його нинішній вигляд. В 1527–30 роках механік Каспар Бруннер повністю переробив годинниковий механізм, а брамний прохід був посилений, щоб витримати вагу годинникового механізму, що розташувався зверху.
Зовнішні частини вежі були перефарбовані Ґотхардом Рінглі та Каспаром Гальденштайном в 1607—1610 роках, тоді ж були додані циферблати, які зараз домінують на східному та західному фасадах вежі. Кутові вежі знов прибрали в певний момент часу до 1603 року. В 1770—1771 роках Ніклаус Хеблер та Людвіг Емануель Цендер реставрували Цитґлоґґе, привівши вежу у відповідність до тодішньої моди на пізнє бароко. Тоді ж вежа отрималі її сьогоднішній контур.
В 1890 році обидва фасади були знов перефарбовані в стилі рококо Рудольфом фон Штайгером. Ідеалізуючий історизм дизайну не був популярним в 20-му сторіччі, і в 1929 році на конкурсі був вироблений дизайн фасаду, який можна побачити і сьогодні: на західному фасаді фреска «Початок часу» Віктора Сурбека, а на східному реконструкція дизайну 1770 року від Курта Індермюлє. В 1981—1983 роках Цитґлоґґе знов ретельно реставрували і, в багатьох аспектах, повернули вежі її зовнішній вигляд, який вона мала в 1770 році.
В період адвенту та з Великодня до кінця жовтня, вежа підсвічується протягом сутінок.

## Зовнішній вигляд

### Зовнішня структура

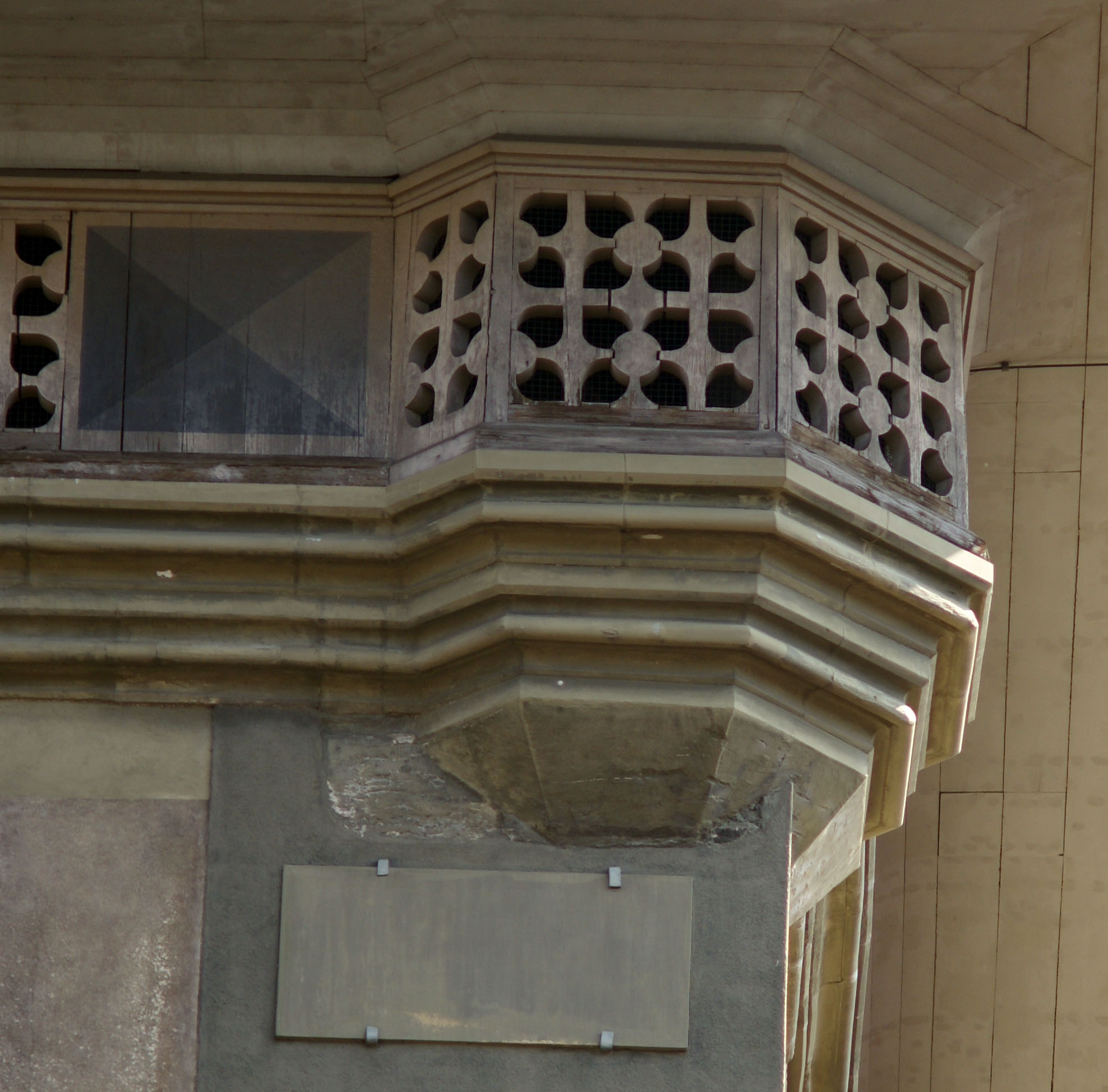
Дерев'яний готичний карниз з башточками, основа кутової вежі та декоративне покриття.

Цитґлоґґе має загальну висоту 54.5 метра або 24 метра до карнизу. Поверхи всередині неї мають розміри 11.2 на 10.75 метрів (ширина і довжина). Товщина стін варіюється від 260 сантиметрів із західної сторони, яка була частиною міського валу, до 65 сантиметрів зі східної сторони. Зовнішній вигляд вежі визначений реставрацією 1770 року. Лише відносно пізній готичний карниз під дахом та сходова вежа залишились з часів до 1770 року.
Основна структура вежі поділена на двохярусний п'єдестал, зовнішня частин якого викладена альпійським вапняком, та на триярусну шахту, викладену пісковиком. Масивні кутові блоки шахти є декоративними пристосуваннями, які утримуються на місці помітними залізними гаками. Під дахом карниз охоплює все ще видимі основи колишніх кутових веж. Над двоповерховим горищем з похилими стінами, покритим червоною черепицею, знаходиться 15-метровий покритий міддю пінакль, а на ньому встановлений широкий пізньоготичний шпиль. На шпилі закріплені два прожектори, направлені на захід і на схід. Шпиль увінчують декоративні урни, реконструйовані в 1983 році за малюнками 18-го сторіччя, а також флюгер з вигравійованим гербом Берна.

### Дзвони
Два бронзових дзвони висять під куполом на самому верху. Великий часовий дзвін, відлитий Йоганом Ребером, залишився незмінним із моменту реконструкції вежі в 1405 році. Він має діаметр у 127 сантиметрів, вагу 1400 кілограм та дзвенить в тоні E. На дзвоні є напис на латині: «В жовтні місяці року 1405 мене відлив майстер Джон на прізвище Ребер, із Ааргау. Я всім кажу години дня.».
Дзвін дзвенить кожної повної години, при цьому по ньому б'є великий молот під'єднаний до годинникового механізму. При цьому із зовні можна побачити позолочену фігуру в обладунках, яка замахується рукою щоб вдарити по дзвону. Цією фігурою є бородатий Хронос, персоніфікація часу із давньогрецької міфології. Жителі Берна зазвичай називають його «Ганс фон Танн». Оригінального дерев'яного Хроноса, скоріш за все, створив майстер якого звали Альбрехт фон Нюрнберг, а сучасного створили в 1930 році, як реконструкцію барокового оригіналу. Фігура була позолочено, так само як і дзвони, з 1770 року. Під великим годинним дзвоном висить менший чвертьгодинний дзвін, який теж активується годинниковим механізмом. Його відлили в 1887 році на заміну оригінальному з 1486 року, який тріснув.

## Внутрішнє облаштування
Внутрішнє облаштування Цитґлоґґе змінювалось із плином часу, відображаючи як ця вежа використовувалась в різні моменти часу: від сторожова вежа, до міської в'язниці і до годинникової вежі. Сторожова вежа тринадцятого сторіччя була не більш як три стіни із порожнім простором між ними відкритим в сторону міста. Лише в чотирнадцятому сторіччі були додані поверхи.
Кімната над годинниковим механізмом тоді використовувалась адміністрацією для різних цілей, аж до 20-го сторіччя. Там були і архіви, і кімната зберігання, і навіть бомбосховище. Інтер'єр часто перероблювали в недбалій або навіть вандальній манері, наприклад всі три оригінальні дерев'яні опори, які підтримували проміжні поверхи, були знищені. Із 1979 року всередині вежі знов порожньо, і всередину можна зайти лише екскурсійним групам.

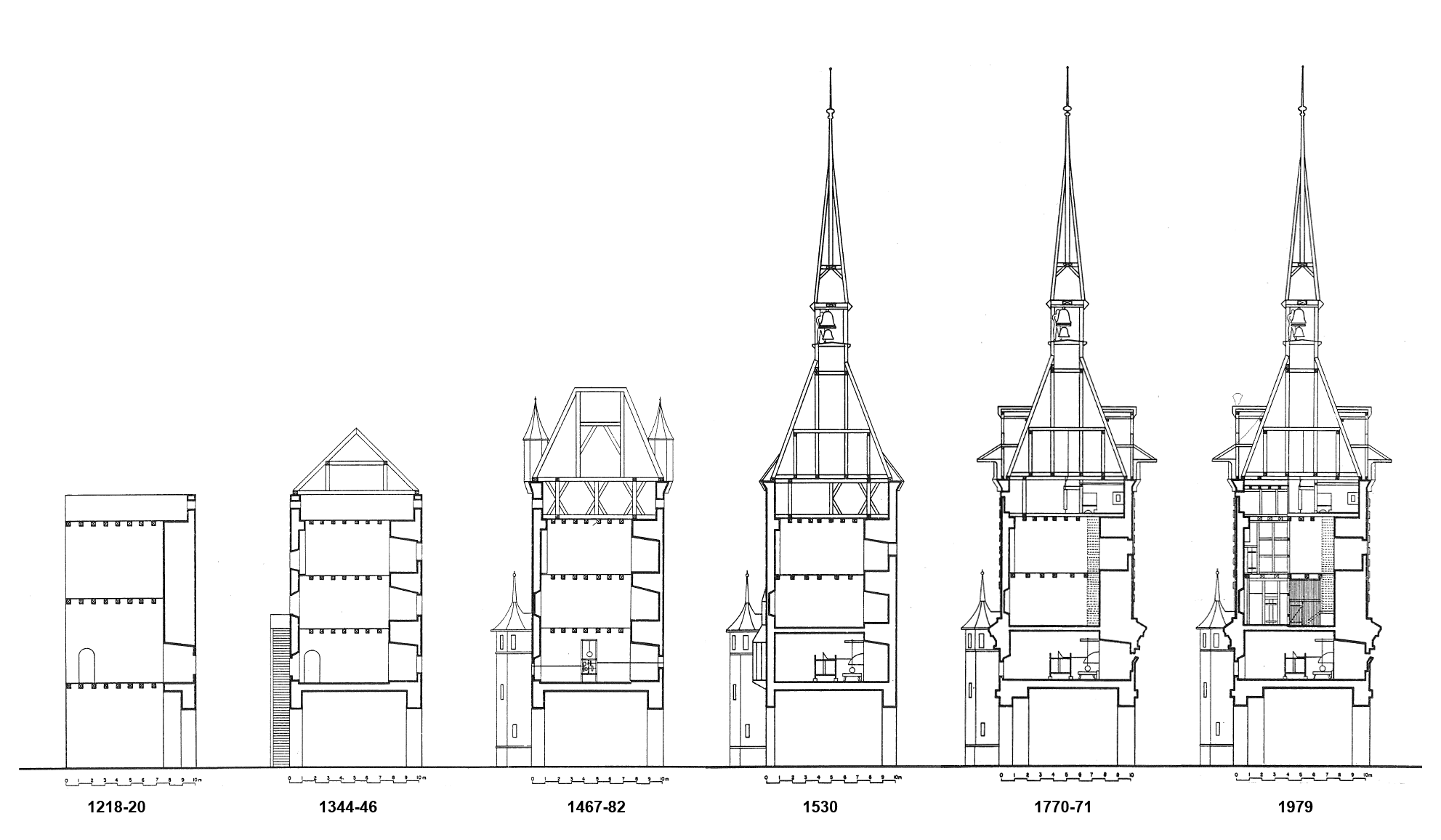
Східно-західний переріз Цитґлоґґе після кожної з основних фаз перебудови, а також її сучасний вигляд, який вона має з 1979 року.